# Edina Szvoren
Edina Szvoren (maďarsky Szvoren Edina; * 1974, Budapešť) je maďarská spisovatelka. V roce 2015 se stala laureátkou Ceny Evropské unie za literaturu.
Je autorkou prozaických děl Pertu, Nincs és ne is legyen, či Az ország legjobb hóhéra.